# Domašovský tunel
Domašovský tunel je železniční tunel č. 254 na katastrálním území Domašov nad Bystřicí na úseku železniční trati Olomouc–Opava mezi zastávkou Jívová a stanicí Domašov nad Bystřicí v km 26,684–26,805.

## Historie
Koncese na výstavbu místní železniční dráhy byla udělena 10. srpna 1867 olomouckému komitétu na stavbu tratě Olomouc – Moravský Beroun – Bruntál – Krnov – Hlubčice s odbočkami do Rýmařova, Vrbna pod Pradědem a Opavy a ke státní hranici směrem na Nysu. Po spojení s opavským sdružením byla vydána nová koncese 21. dubna 1870. V květnu téhož roku vznikla akciová společnost Moravsko-slezská ústřední dráha. Výstavbu železnice provedla firma bratří Kleinů za finanční podpory banky Union. V roce 1872 byla trať zprovozněna a v roce 1895 byla zestátněna. Na trati dlouhé 115 km bylo postaveno pět tunelů Smilovský I a II, Jívovský, Domašovský a Milotický v celkové délce 744 m. Domašovský tunel byl budován v letech 1870–1872, tunel byl opravován v období 1904–1912, v roce 1953, 1961, 1966, 1971 a v letech 2012–2013.

## Geologie
Oblast se nachází v geomorfologickém celku Nízký Jeseník (jihozápadní část). Z geologického hlediska se nachází v oblasti spodního karbonu (kulmu) Nízký Jeseník.
Tunel se nachází v patě kopce (kóta 585 m n. m.) v členitém terénu údolí řeky Bystřice. Je vyražen v horninovém prostředí, které je tvořeno břidlicemi, prachovci s významným výskytem drob a shluky slepenců. Nadložím, které dosahuje výšky až čtrnáct metrů, dochází k průsakům srážkových vod.
Tunel leží v údolí řeky Bystřice v nadmořské výšce 480 m a je dlouhý 120,7 m.

## Popis
Jednokolejný tunel byl postaven pro železniční trať Olomouc–Opava mezi zastávkou Jívová a stanicí Domašov nad Bystřicí. Ve směrovém levostranném oblouku v délce 120,7 m o proměnném poloměru 278, 266 a 310 m. Tunel má po celé své délce sklon 1,67‰. Má dva portály a jedenáct tunelových pasů v průměrné délce 9,5 m Po stranách jsou umístěny bezpečnostní výklenky (celkem dva, pravý a levý), každý v jedné třetině délky tunelu. Ostění bylo vyzděno z místního kamene. Klenba tvořily ploché břidlicové kameny vyskládané nastojato. Opěry byla vyzděny z větších kamenných bloků (drob) zděných na vápennou maltu. Za ostěním byla základka z úlomků hornin a jílovité hlíny, místy byly nevyplněné nebo prázdné prostory. Portály, které jsou v zářezu, měly vestavěny římsy z pravidelně opracovaných kamenných kvádrů. U severovýchodního portálu byla vyzděna z kamenných kvádrů ochranná zeď do výšky až 2,5 m.

### Rekonstrukce 2012
Od července do listopadu roku 2012 probíhala rekonstrukce tunelu. Částečně bylo odstraněno nadloží, vybouráno ostění a v otevřené stavební jámě obnovena tunelová trouba. Primární ostění tvoří stříkaný beton o tloušťce 350 mm vyztužený KARI sítěmi navazuje na sekundární provedené tunelářským způsobem. Další část byla rekonstruována tunelářským způsobem v části cca 12 m pod ochranným mikropilotovaným deštníkem. Poslední část v délce cca 96 byla provedena bez zajištění. Původní postupně odstraněné ostění bylo nahrazeno stříkaným betonem v tloušťce 100 mm a vyztužením KARI sítěmi. Sekundární ostění bylo provedeno stříkaným betonem v tloušťce cca 350 mm s osazenou výztuží. Celková tloušťka ostění se pohybovala od 450 do 600 mm.
- Výška (vnitřní) tunelu: 5,23 m
- Šířka (vnitřní) tunelu: 5,38 m
- Délka tunelové trouby: 120,7 m
- Tloušťka ostění: 450–600 mm
- Beton třídy: C30/37
- Výztuž: příhradové nosníky a KARI sítě